# Ацо Стойков
Ацо Стойков (мак. Ацо Стојков, нар. 29 квітня 1983, Струмиця) — македонський футболіст, нападник клубу «Вардар».
Насамперед відомий виступами за клуб «Аарау», а також національну збірну Македонії.

## Клубна кар'єра
Народився 29 квітня 1983 року в місті Струмиця. Вихованець футбольної школи італійського «Інтернаціонале».
У дорослому футболі дебютував 2002 року виступами на умовах оренди за команду клубу «Спеція», в якій провів один сезон, взявши участь у 13 матчах чемпіонату.
Згодом з 2003 по 2006 рік також на орендних умовах грав у складі команд клубів «Гурник» (Забже), «Кастель-ді-Сангро», «Андрія» та «Лув'єрваз». 2006 року уклав контракт із сербським «Партизаном», втім не зігравши у складі цієї команди жодної офіційної гри, наступного року став гравцем угорського «Дебрецена», а 2008 був орендований іншим угорським клубом, «Ньїредьгазою».
Своєю грою за останню команду привернув увагу представників тренерського штабу швейцарського «Аарау», до складу якого приєднався 2009 року. Відіграв за команду з Аарау наступні три сезони своєї ігрової кар'єри. Більшість часу, проведеного у складі «Аарау», був основним гравцем атакувальної ланки команди.
Протягом 2012—2013 років захищав кольори команди іранського «Зоб Ахана».
До складу клубу «Вардар» приєднався 2013 року.

## Виступи за збірні
Протягом 2002—2005 років залучався до складу молодіжної збірної Македонії. На молодіжному рівні зіграв у 25 офіційних матчах, забив 10 голів.
2002 року дебютував в офіційних матчах у складі національної збірної Македонії. До припинення викликів до головної команди країни у 2010 провів у її формі 39 матчів, забивши 5 голів.

## Досягнення
- Чемпіон Угорщини: 2006-07
- Володар Кубка Угорщини: 2007-08
- Володар Суперкубка Угорщини: 2007
- Чемпіон Македонії: 2012-13, 2015-16, 2016-17
- Володар Суперкубка Македонії: 2013, 2015
- Чемпіон Албанії: 2014-15
- Володар Кубка Македонії: 2013-14, 2018-19